# Tlaltempa Buenavista
Tlaltempa Buenavista är en ort i Mexiko.   Den ligger i kommunen Zacatlán och delstaten Puebla, i den sydöstra delen av landet, 140 km nordost om huvudstaden Mexico City. Tlaltempa Buenavista ligger 1 706 meter över havet och antalet invånare är 428.
Terrängen runt Tlaltempa Buenavista är huvudsakligen kuperad, men västerut är den bergig. Runt Tlaltempa Buenavista är det ganska tätbefolkat, med 160 invånare per kvadratkilometer. Närmaste större samhälle är Zacatlán, 12,6 km söder om Tlaltempa Buenavista. I omgivningarna runt Tlaltempa Buenavista växer i huvudsak blandskog.